# حفاظت از جنگل‌های بارانی گرمسیری

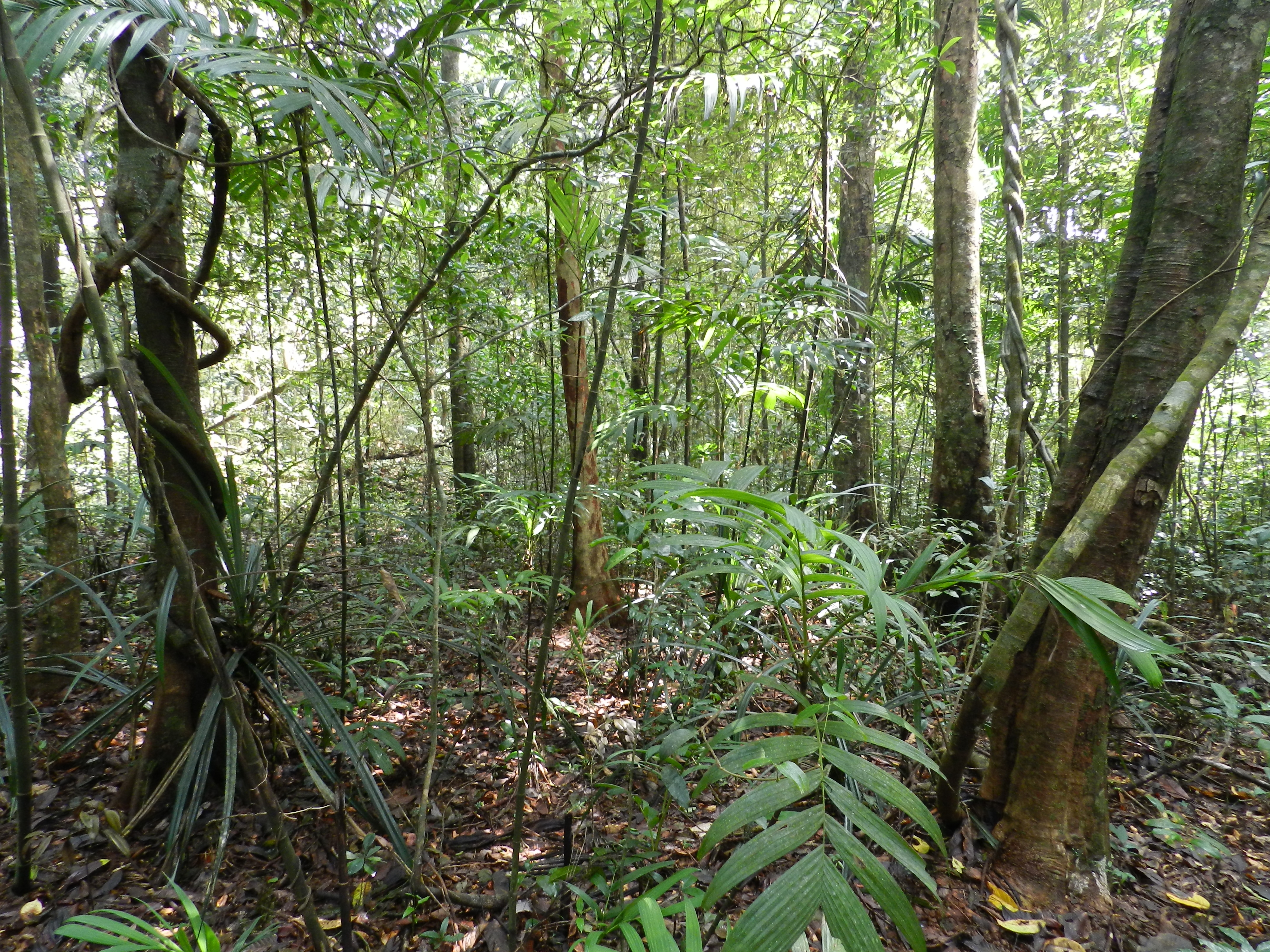
جنگل بارانی گرمسیری در آگومبه، هند

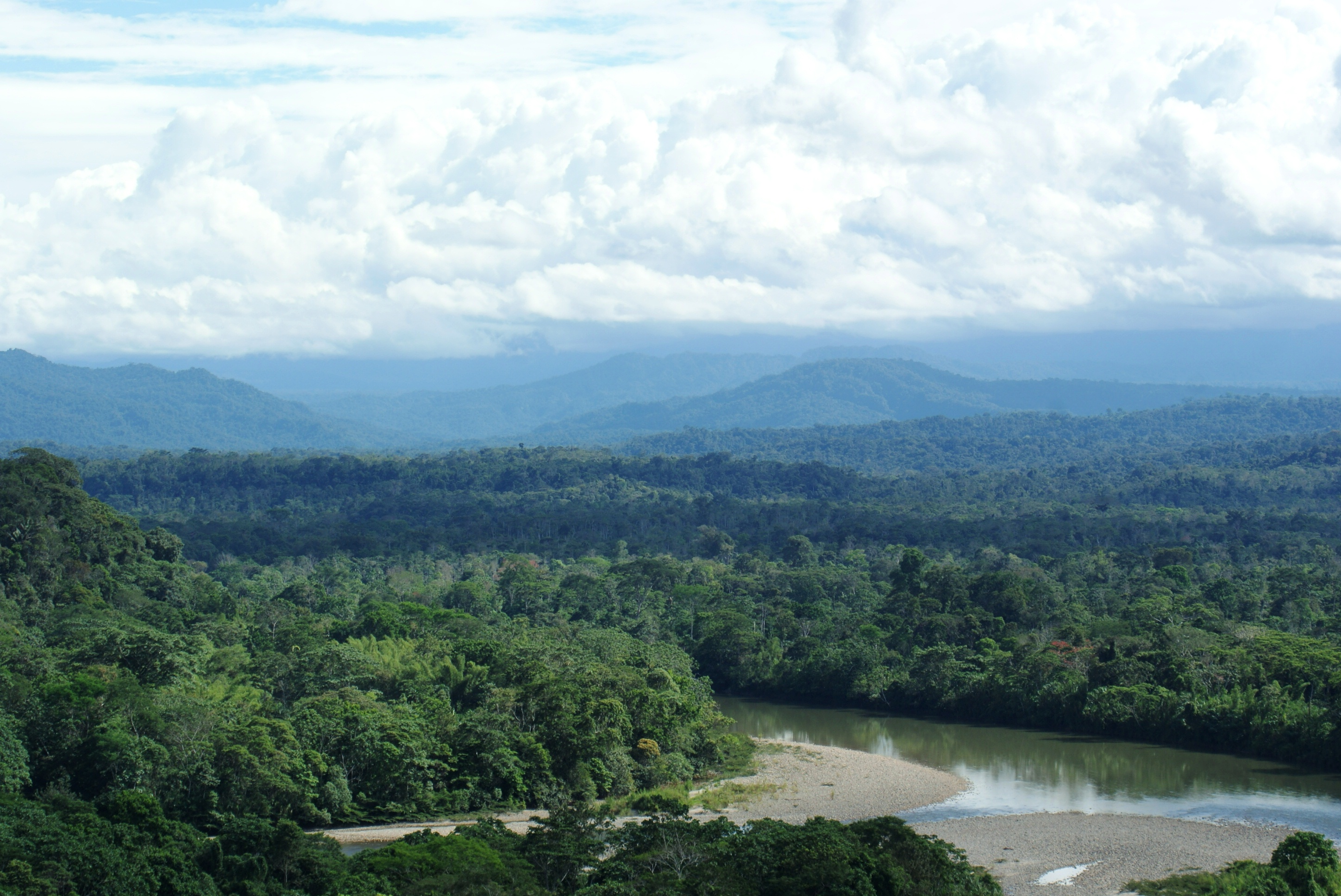
جنگل‌های بارانی آمازون

نقشه جنگل‌های بارانی گرمسیری

ارکان اساسی حفاظت از جنگل‌های بارانی گرمسیری شامل طبیعت‌گردی و بازتوانی حیات وحش است. احیای جنگل‌ها و بازسازی جنگل از شیوه‌های رایج در مناطق خاص برای افزایش تراکم جنگل‌های بارانی گرمسیری است. با برقراری ارتباط با مردم محلی که در داخل و اطراف جنگل‌های بارانی زندگی می‌کنند، فعالان محیط زیست می‌توانند اطلاعات بیشتری در مورد آنچه که ممکن است به آنها اجازه دهد تلاش‌های خود را به بهترین شکل متمرکز کنند، کسب کنند. جنگل‌های بارانی در سطح جهانی برای پایداری و حفظ تنوع زیستی اهمیت دارند. اگرچه ممکن است از نظر موقعیت مکانی و گونه‌های گیاهی و جانوری ساکن در آنها متفاوت باشند، اما به دلیل فراوانی منابع طبیعی وخدمت بوم‌سازگان، همچنان در سراسر جهان اهمیت دارند. برای اجرای دقیق روش‌های زیست‌شناسی حفاظت، در نظر گرفتن گونه‌های مختلف و تنوع زیستی موجود در انواع مختلف جنگل‌های بارانی مهم است.

## طبیعت‌گردی
طبیعت‌گردییا گردشگری محیط‌زیستی به برگزاری تورهایی در مناطق مشخصی گفته می‌شود که با هدف آموزش عموم دربارهٔ محیط‌های طبیعی که اغلب در معرض تهدید قرار دارند انجام می‌گیرد. این شیوه یکی از راهکارهای ضروری برای حفظ زیست‌بوم‌های در معرض خطر است. گردشگران و راهنمایان تور معمولاً کمک‌های مالی سخاوتمندانه‌ای به تلاش‌های حفاظتی در مناطقی که بازدید می‌کنند، ارائه می‌دهند که نقش مهمی در حفظ جنگل‌های بارانی آمازون ایفا می‌کند.
کارشناسان به‌طور مداوم و گسترده با فعالان محیط‌زیست، سیاست‌گذاران و رهبران محلی دربارهٔ اکوتوریسم و تأثیرات آن بر اکوسیستم‌های پیرامون به گفتگو می‌پردازند. اکوتوریسم می‌تواند به حفظ و پایایی تنوع زیستی در جنگل‌های بارانی کمک کند. بسیاری از ایستگاه‌های تحقیقاتی مناطق گرمسیری مورد بازدید گردشگران، دانشجویان و داوطلبان قرار می‌گیرند و بر اساس بررسی ۱۴۲ ایستگاه، سالانه حدود ۱۱٬۰۵۵ تا ۱۸٬۹۵۰ بازدیدکننده دارند.
همچنین، اکوتوریسم مسیر جدیدی به سوی رشد اقتصادی مبتنی بر محیط‌زیست فراهم کرده است. مطالعات نشان داده‌اند که اکوتوریسم به حفاظت از تنوع زیستی اکولوژیکی کمک شایانی کرده است.

## جنگل‌های بارانی آمازون
یکی از بزرگ‌ترین و متراکم‌ترین جنگل‌های بارانی جهان، جنگل‌های آمازون در آمریکای جنوبی است. جنگل‌های بارانی در سراسر جهان در حال ناپدید شدن هستند و این روند در برزیل با سرعت نگران‌کننده‌ای ادامه دارد. از دهه ۱۹۸۰ تاکنون، بیش از ۱۵۳٬۰۰۰ مایل مربع از جنگل بارانی آمازون قربانی جنگل‌زدایی شده است برزیل با استفاده از زمین‌های تازه پاک‌سازی‌شده به تأمین تقاضای جهانی رو به رشد برای تولید محصولات کشاورزی مانند سویا و گوشت گاو کمک کرده است.
آمازون به‌راحتی یکی از بزرگ‌ترین و متنوع‌ترین ذخایر زیستی جهان است؛ حوزه‌ای که زمانی سرسبز، متراکم و دارای تنوع زیستی بسیار بالا بود، اما اکنون در بسیاری مناطق به مزارع سویا و دامداری تبدیل شده است. اخیراً [زمان دقیق؟] برزیل تلاش کرده است تا سرعت تخریب جنگل‌های بارانی خود را به‌طور چشمگیری کاهش دهد و نرخ جنگل‌زدایی را بیش از ۸۰٪ کاهش داده است.
با اجرای مقررات سختگیرانه‌تر در مورد استفاده از زمین و ایجاد مناطق حفاظت‌شده، روند جنگل‌زدایی تا حدودی کند شده است. انتشار گازهای گلخانه‌ای، که عمدتاً به دلیل نرخ نگران‌کننده تخریب جنگل‌های بارانی است، یکی از بزرگ‌ترین عوامل مؤثر در تغییرات اقلیمی در منطقه آمازون است. دولت ملی برزیل به برنامه‌ریزی اجتماعی و اقتصادی بهتر در مناطق خاص با شباهت‌های قابل توجه با سیاست‌های ملی کمک می‌کند. تنها در سال ۲۰۰۹، برزیل به این مسئله اذعان کرد و چالش پیش رو برای کاهش انتشار کربن خود به میزان ۳۶ تا ۳۸ درصد تا سال ۲۰۲۰ را پذیرفت تا به نوبه خود میزان گازهای منتشر شده در هوا را کاهش دهد.

## آفست کربن
راه دیگری که حفاظت از محیط‌زیست به گزینه‌ای از لحاظ اقتصادی سودآور تبدیل شده، از طریق آفست کربن است. بر اساس پیمان کیوتو، کشورها موظف‌اند تا پیش از سال ۲۰۱۲، انتشار دی‌اکسید کربن خود را به میزان ۵٪ کمتر از سطح سال ۱۹۹۰ کاهش دهند. کشورها می‌توانند بخشی از این کاهش اجباری در انتشار گازهای گلخانه‌ای را از طریق جبران آن به روش‌های دیگر محقق کنند. از طریق حفاظت یا جنگل‌کاری مجدد جنگل‌های بارانی، کشورها قادر خواهند بود اعتبارات کربن دریافت کنند.
برخی از شرکت‌های جهانی علناً اعلام کرده‌اند که از خرید محصولاتی که از مناطق اخیراً پاکسازی‌شدهٔ جنگل‌های بارانی سرچشمه می‌گیرند، خودداری می‌کنند. گوشت گاو معمولاً از مزارعی می‌آید که در زمین‌هایی واقع شده‌اند که قبلاً محل سکونت جنگل‌های بارانی بوده‌اند.
حفظ جنگل‌های بارانی بسیار مهم است زیرا بسیاری از منابع مورد استفاده ما روزمره از جنگل‌های بارانی می‌آیند، از جمله لاستیک برای لاستیک ماشین و ادویه‌هایی مانند دارچین و بسیاری از اقلام رایج دیگر. حفظ جنگل‌های بارانی برای حیات روی زمین ضروری است، زیرا درختان دی‌اکسید کربن را برای تأمین اکسیژن جذب می‌کنند. حدود یک چهارم از انتشار گازهای گلخانه‌ای جهان از جنگل‌زدایی و تخریب جنگل‌های بارانی ناشی می‌شود.